# Chthonius balazuci
Espèce
Chthonius balazuci est une espèce de pseudoscorpions de la famille des Chthoniidae.

## Distribution
Cette espèce est endémique d'Ardèche en France. Elle se rencontre dans des grottes.

## Étymologie
Cette espèce est nommée en l'honneur de Jean Balazuc.

## Publication originale
- Vachon, 1963 : Chthonius (C.) balazuci, nouvelle espèce de Pseudoscorpion cavernicole du département français de l'Ardèche (Heterosphyronida, Chthoniidae). Bulletin du Muséum National d'Histoire Naturelle, Paris, sér. 2, vol. 35, p. 394-399.